# Jean-Pierre Warner
Sir Jean-Pierre Warner (* 24. September 1924 in Kensington; † 1. Februar 2005) war ein britischer Jurist und Generalanwalt am Europäischen Gerichtshof.

## Leben
Jean-Pierre Warner wurde als Sohn eines Briten und einer Französin geboren. Als er vier war, starb sein Vater und seine Mutter zog mit ihm und seinem Bruder nach Frankreich. Er besuchte in Frankreich zunächst die Schule Saint Croix de Neuilly in Neuilly-sur-Seine, dann das Internat École des Roches in der Normandie. 1938 sandte ihn seine Mutter nach London Borough of Harrow, um seine schulische Ausbildung zu vollenden. Wegen des beginnenden Zweiten Weltkrieges beschloss seine Mutter, dass das Überqueren des Ärmelkanals in den Ferien zu riskant würde. Er kehrte daraufhin zurück nach Frankreich. Als die französische Armee in der Folge des deutschen Vorstoßes zusammenbrach floh die Familie zunächst nach Bordeaux und versuchte per Boot nach Großbritannien zu entkommen, was schließlich von Bayonne aus gelang.
Nach dem Ende des Schulbesuchs in Harrow zwei Jahre später besuchte Warner das Trinity College der Universität Cambridge und studierte dort zunächst Geschichte. Jean-Pierre Warner trat im Februar 1943 in die britische Armee ein. Er diente dort in einer Schützenbrigade und nahm während des Zweiten Weltkriegs an militärischen Operationen auf dem europäischen und auf dem asiatischen Kriegsschauplatz teil. 1947 beendete er seine militärische Tätigkeit im Range eines Acting Major.
Bereits 1948 schloss er seine juristischen Studien mit dem akademischen Grad eines Bachelor ab. Anfang 1950 erfolgte der Beginn seiner juristischen Karriere mit der Anwaltszulassung als Barrister am Lincoln’s Inn. Jean-Pierre Warner spezialisierte sich früh auf Gesellschafts-, Steuer- und Immobilienrecht. Warner war als Barrister bis 1972 tätig, wobei er 1966 Mitglied des Vorstandes von Lincoln’s Inn wurde. Er war von 1959 bis 1968 Stadtrat der Konservativen des Londoner Bezirks Royal Borough of Kensington und von 1952 bis 1970 Direktor der Warner & Sons Ltd. Im November 1972 wurde er Kronanwalt.
Nachdem das Vereinigte Königreich 1972 der Europäischen Gemeinschaft beitrat, wurde Warner für Großbritannien als Generalanwalt nominiert, da er Französisch, die Arbeitssprache des Europäischen Gerichtshofs, sprach. Es folgte vom 9. Januar 1973 bis zum 26. Februar 1981 die Tätigkeit als erster britischer Generalanwalt am Europäischen Gerichtshof. Sein Amt wich erheblich von der Rechtstradition des britischen Case Law ab. Es gelang ihm aber die Tätigkeit des Gerichtes, das eher von den Traditionen des kontinentaleuropäischen Rechts geprägt war, um britische Aspekte zu bereichern. So wurden die mündlichen Verhandlungen unter seinem Einfluss wichtiger.
Nach seiner Rückkehr wurde Warner Richter an der Chancery Division des High Court of Justice und wurde zum Knight Bachelor geschlagen. Er hatte dieses Amt bis zu seiner Pensionierung 1994 inne.